# Hastula filmerae
Hastula filmerae is een slakkensoort uit de familie van de Terebridae. De wetenschappelijke naam van de soort werd in 1906 voor het eerst geldig gepubliceerd door Georg Brettingham Sowerby III.